# Mariano Rajoy
Mariano Rajoy Brey (pron. galiziana [maɾiˈano̝ raˈʃoj], spagnola [maˈɾjano raˈxoj]; Santiago di Compostela, 27 marzo 1955) è un politico spagnolo; più volte ministro, è stato presidente del Partito Popolare dal 2004 al 2018 e presidente del Governo di Spagna dal 21 dicembre 2011 al 2 giugno 2018.
Il suo partito ha perso la maggioranza nelle elezioni generali del 2015, ma dopo che le elezioni si sono concluse in stallo, una seconda elezione nel 2016 ha permesso a Rajoy di essere rieletto Presidente del Governo come capo di un governo di minoranza. Rajoy è stato ministro sotto l'amministrazione di José María Aznar, occupando ruoli diversi nei diversi ministeri tra il 1996 e il 2003, è stato anche vice presidente del Governo tra il 2000 e il 2003. È stato il leader dell'opposizione tra il 2004 e il 2011 sotto il governo di José Luis Rodríguez Zapatero.
Il primo mandato di Rajoy è stato caratterizzato dalla crisi finanziaria spagnola e ha supervisionato una profonda ristrutturazione del sistema finanziario spagnolo, nonché una importante riforma del lavoro. Le crisi finanziarie hanno raggiunto il picco, con un piano di salvataggio del sistema bancario spagnolo nel giugno 2012. La disoccupazione in Spagna ha raggiunto il 27% nel 2012, che ha portato ad un calo iniziale del Partito Popolare nei sondaggi, che è stato aggravato dalle rivelazioni di una serie di casi di corruzione che hanno seriamente danneggiato la reputazione del partito. Questo, tra gli altri fattori, ha portato a un profondo cambiamento nel sistema dei partiti spagnoli, con l'ascesa di nuovi partiti politici di sinistra e destra: Podemos e Ciudadanos.
Le elezioni generali del 2015 hanno portato a una configurazione parlamentare che ha reso molto difficile la formazione di un governo; di conseguenza, la Spagna è rimasta senza governo per oltre sei mesi e nel giugno 2016 sono state indette nuove elezioni. Rajoy è stato infine rieletto Presidente del Governo con i voti di Ciudadanos e l'astensione di parte del Partito Socialista Operaio Spagnolo. Il secondo mandato di Rajoy è stato contrassegnato dalla ripresa economica e da un calo della disoccupazione, ma con crescenti problemi di precarietà e la sfida dei salari stagnanti. Rajoy ha anche affrontato la crisi costituzionale spagnola del 2017-18, segnata dal referendum catalano per l'indipendenza del 2017 e la presunta dichiarazione unilaterale di indipendenza catalana (senza effetti giuridici) il 27 ottobre 2017. Ciò ha portato all'applicazione dell'articolo 155 della Costituzione, con la destituzione del governo catalano e nuove elezioni regionali.
Con 14 anni e 146 giorni, Rajoy è il politico più longevo nel Governo della Spagna dalla transizione spagnola, dopo aver ricoperto incarichi ministeriali ininterrottamente dal 1996 al 2004 e dal 2011 al 2018.

## Biografia
Dopo la laurea in Diritto, conseguita presso l'Università di Santiago di Compostela, si dedicò all'attività politica nella sua regione natale, la Galizia, militando nelle file di Alleanza Popolare (il futuro Partito Popolare). Nel 1981, in occasione delle prime elezioni regionali, fu eletto deputato all'Assemblea regionale gallega. Ricoprì vari incarichi in Galizia.
Nelle elezioni generali del 1986, fu eletto al Congresso dei Deputati nazionale nel collegio di Pontevedra, ma rinunciò all'incarico dopo pochi mesi per assumere quello di vicepresidente della Giunta di Galizia.

## Carriera politica

### Ministro di Aznar
Nell'aprile 1990, in seguito all'elezione di José María Aznar a candidato del PP alle elezioni generali, Rajoy divenne vicesegretario generale del partito.
Fu nuovamente e più volte eletto alle Cortes Generales, sempre a Pontevedra. Dopo la vittoria dei Popolari alle elezioni generali del 1996 e l'insediamento di Aznar come Primo ministro, Rajoy assunse il dicastero dell'Amministrazione pubblica. Il suo mandato in questa posizione fu caratterizzato dall'adozione, nel 1997, della legge sull'organizzazione e il funzionamento dell'amministrazione generale dello Stato (in spagnolo: Ley de Organización y Funcionamiento de la Administración General del Estado, LOFAGE), che regola da allora l'organizzazione e le funzioni del governo centrale.
Nel 1999 lasciò il ministero ad Ángel Acebes per sostituire Esperanza Aguirre a quello della Pubblica Istruzione e della Cultura. Subito dopo la sua nomina, Rajoy fu rieletto vice-segretario generale del PP durante la tredicesima conferenza nazionale.

### Presidente del PP

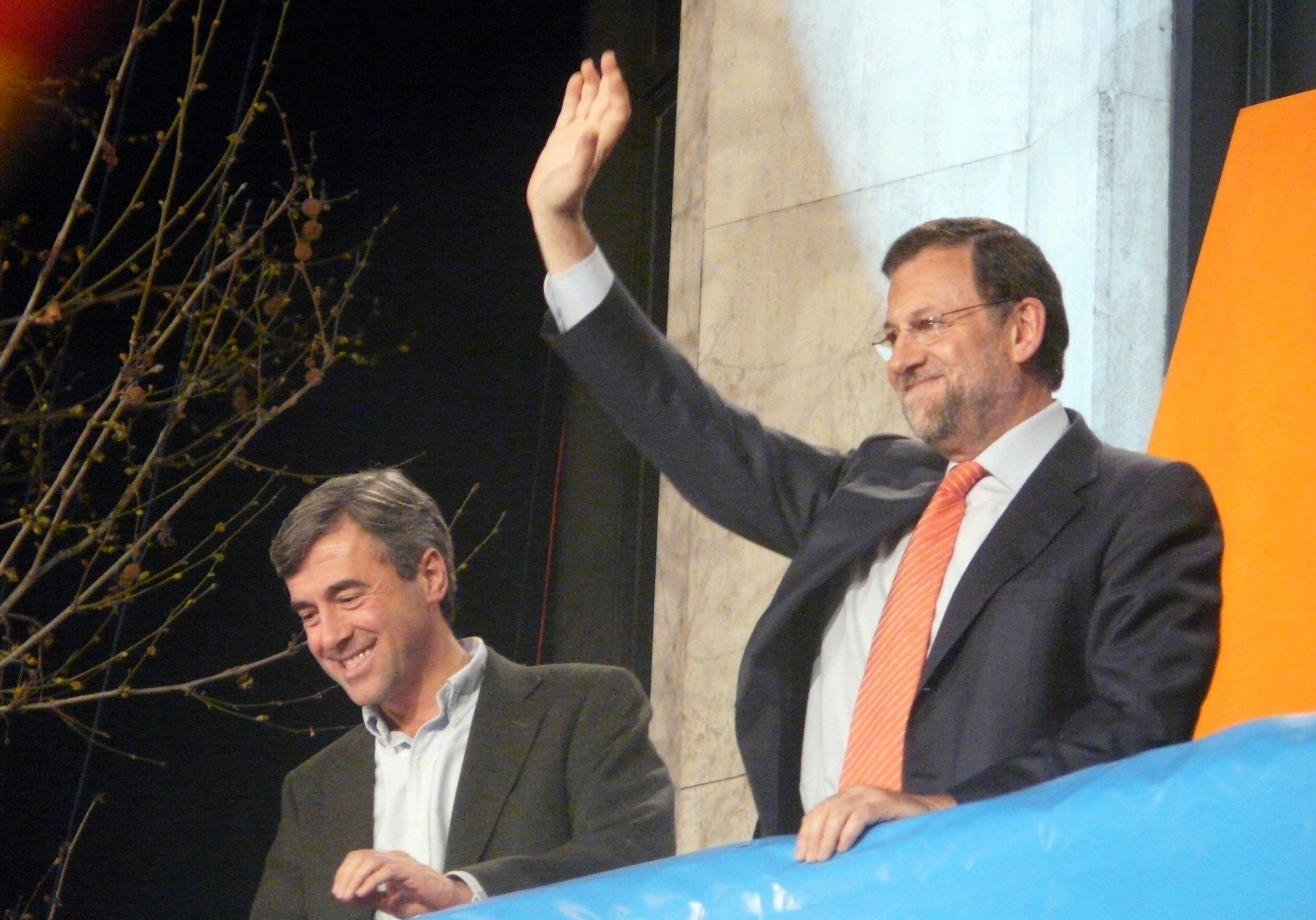
Rajoy (a destra) al congresso del PP nel 2004 con Ángel Acebes

Nel 2000 diresse la campagna elettorale per le elezioni generali del 2000, che il PP vinse, ottenendo la maggioranza assoluta dei seggi; in seguito fu nominato dal riconfermato Aznar primo vice-primo ministro e ministro della Presidenza, incarico che tenne, salvo una breve parentesi come ministro degli Affari Interni (2001-2002) sostituendo Jaime Mayor Oreja divenuto candidato governatore dei Paesi Baschi, fino al 2003, conservando invece ininterrottamente dal 2000 al 2003 il ruolo di vice-primo ministro. Come ministro degli interni ha promosso una legge organica sul diritto di associazione, ha approvato il decreto di attuazione della legge organica sui diritti e doveri degli stranieri, ed ha presentato il disegno di legge sulla prevenzione dell'alcolismo.
Dopo il rimpasto di governo del 9 luglio 2002, tornato ad essere Ministro della Presidenza, venne nominato anche portavoce ufficiale del secondo governo Aznar. In questa veste collaborò alla risoluzione della crisi generata dal naufragio della petroliera Prestige e all'intervento della Spagna a fianco degli Stati Uniti in Iraq.
Nell'agosto 2003 fu infatti "proposto" dal presidente del partito Aznar come nuovo segretario generale del Partito Popolare, prendendone il posto nel congresso del 2004 del PP, e ottenendo poco dopo l'incarico e l'investitura a candidato per le successive elezioni generali del 2004.
Nel marzo del 2004, alla tornata elettorale segnata dagli Attentati dell'11 marzo 2004 a Madrid, fu però sconfitto dal segretario del Partito Socialista Operaio Spagnolo, José Luis Rodríguez Zapatero, che lo superò anche alle successive elezioni generali del 2008. Nonostante la sconfitta, Rajoy fu rieletto presidente del PP.
Il 1º dicembre 2005 Rajoy sopravvisse ad un incidente in elicottero, insieme al Presidente della Comunità autonoma di Madrid Esperanza Aguirre.

### Presidente del governo dal 2011
Si ricandidò come presidente in vista delle elezioni anticipate del 20 novembre 2011, in cui i sondaggi lo davano nettamente favorito rispetto all'avversario socialista Alfredo Pérez Rubalcaba. Le elezioni videro la vittoria del Partito Popolare che elesse 186 deputati e 136 senatori, garantendosi la maggioranza sia al Congresso dei Deputati che al Senato. Il giorno successivo re Juan Carlos I incaricò Rajoy di formare un nuovo governo.
Il 20 dicembre il suo governo ottenne la fiducia al Congresso dei Deputati con 187 sì, 149 no e 14 astenuti; il giorno successivo giurò ufficialmente nelle mani del re.
Perseguendo una linea d'austerità economica, il 30 dicembre 2011, il governo presieduto da Rajoy approvò un piano di tagli alla spesa pubblica per un importo di 8,9 miliardi di euro di risparmi e 6,2 miliardi di nuove entrate. Gli stipendi dei dipendenti pubblici furono congelati, la settimana lavorativa nella pubblica amministrazione ridotta a 37,5 ore e le assunzioni di nuovi dipendenti pubblici vennero interrotte, fatta eccezione per i settori della sicurezza, della salute e dell'istruzione. Altri tagli riguardarono programmi per i giovani ed il salario minimo che venne congelato (cosa che non accadeva dal 1966). L'imposta sul reddito e quella sugli immobili subirono degli aumenti nel 2012 e nel 2013, tuttavia, la detrazione fiscale per l'acquisto di abitazioni venne ripristinata.
Il 4 gennaio 2013 vennero mosse accuse contro Mariano Rajoy e altri 62 deputati (tra cui quattro ministri) dinanzi alla Corte Suprema, accusandoli di distrazione di fondi pubblici e appropriazione indebita. Rajoy fu accusato di ricevere un'indennità di soggiorno, nonostante il fatto che vivesse a Palazzo della Moncloa a Madrid. L'azione legale davanti alla Corte Suprema era una conseguenza dei dati che era apparso nei media che forniscono informazioni su diversi deputati che hanno avuto le case a Madrid, ma allo stesso tempo sono stati ricevere fondi supplementari per l'alloggio. Secondo l'associazione DRY, questi rappresentanti, che potrebbero essere proposti senza alcun costo per le casse pubbliche, sono stati pagati un'indennità mensile del valore di 1,823.36 euro. Inoltre, se fossero stati eletti dal collegio elettorale di Madrid e aveva una casa in questa città, sono stati autorizzati 870 euro al mese per coprire vitto e alloggio le spese derivanti dall'esercizio delle loro funzioni che, per quanto riguarda Rajoy, erano già coperti - dal bilancio dello stato - nel Palazzo Moncloa. DRY quindi li accusati di distrazione di fondi pubblici e appropriazione indebita. Inoltre, DRY chiesto che tornano tutti i soldi che non appartiene a loro, tenendo conto in particolare che "i tagli stanno rendendo la vita la maggior parte degli spagnoli 'una miseria".
Il 24 aprile 2013, avendo trovato alcuna irregolarità nella regolazione esistente e scartando l'esistenza di costituenti elementi di reato, la Corte Suprema ha respinto l'azione legale.
In un'intervista rilasciata ad Antena 3, annuncia le elezioni generali per il 20 dicembre 2015.

### Ricandidatura e crisi istituzionale
Alle elezioni del 20 dicembre 2015 Rajoy si ricandida a Presidente del Governo. Le elezioni vedono un netto calo del Partito Popolare che, pur arrivando primo, elegge solo 123 deputati e 124 senatori e perdendo la maggioranza in entrambe le camere del parlamento.
Nei mesi successivi Rajoy si è opposto alla nomina a Presidente di Pedro Sanchez (PSOE), a cui il Congresso ha negato la fiducia, e ha visto favorevolmente il ritorno ad elezioni anticipate.

### Nuova ricandidatura
Alle elezioni del 26 giugno 2016 Rajoy si ricandida nuovamente. Le elezioni vedono un lieve miglioramento del Partito Popolare, che elegge 137 deputati e 130 senatori, arrivando primo, ma non garantendosi la maggioranza. Dopo diverse consultazioni, il 28 luglio 2016 re Filippo VI incarica Rajoy di formare un nuovo governo.
Il 31 agosto 2016 il Congresso dei Deputati nega (con 170 sì e 180 no) la fiducia al governo di Rajoy. Due giorni dopo il Congresso conferma (sempre con 170 sì e 180 no) voto contrario.

### Il secondo governo Rajoy
Ha continuato intanto a guidare il governo ad interim negli ultimi dieci mesi poiché né le elezioni del dicembre 2015 né quelle del giugno 2016 hanno creato una maggioranza assoluta. Dopo le elezioni regionali di settembre, dove il Partito Popolare ha una crescita, il 23 ottobre il Congresso del PSOE approva (con 139 sì e 96 no) l'astensione su un nuovo governo del centro-destra, per evitare di andare la terza volta alle urne in pochi mesi.
Lo stesso giorno il re Filippo VI incarica Rajoy di formare un nuovo governo.
Il 29 ottobre Rajoy ottiene la fiducia del parlamento con 170 deputati favorevoli, 111 contrari e 68 astenuti. Il nuovo governo ha giurato il 4 novembre.

#### La crisi catalana

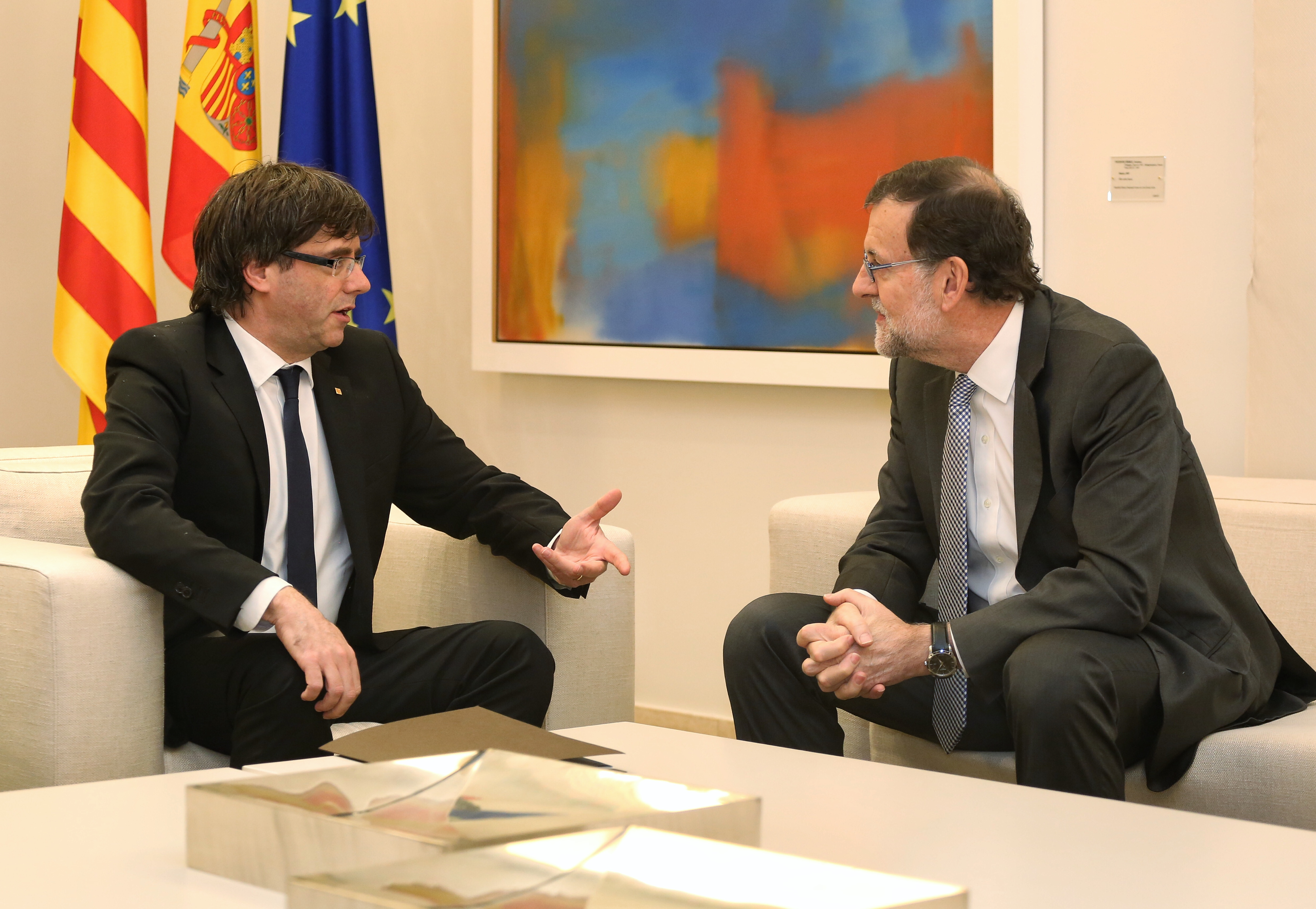
Riunione tra il presidente della Generalitat de Catalunya Carles Puigdemont e Mariano Rajoy il 20 aprile 2016

È stato il primo premier ad applicare, previa approvazione del Senato, col sostegno di PSOE, Ciudadanos e Coalición Canaria, l'articolo 155 della Costituzione che permette al Governo della Spagna di obbligare una comunità autonoma a rispettare determinate disposizioni costituzionali o di legge, e di controllarne direttamente le autorità qualora essa le violi.
Il 1º ottobre 2017 si è tenuto in Catalogna un referendum sull'indipendenza, preventivamente dichiarato illegale con sentenza unanime dalla Corte Costituzionale spagnola, in quanto in contrasto con la Costituzione spagnola e come tale non è stato riconosciuto dal Governo Rajoy, che ha ordinato l'intervento delle forze di polizia per impedirne lo svolgimento. 
Infatti il 7 settembre 2017 il Tribunale costituzionale aveva sospeso il referendum e le norme correlate, accogliendo così il ricorso d'urgenza presentato dal presidente Rajoy che chiedeva l'annullamento per incostituzionalità della legge regionale catalana che ha istituito il referendum.
Con un'affluenza di circa il 43%, il "sì" ha ottenuto oltre il 90% dei voti. Il successivo 10 ottobre, il governo della comunità autonoma ha dichiarato unilateralmente la costituzione di uno stato repubblicano indipendente di Catalogna, approvato il 27 ottobre dal Parlamento catalano. In risposta il Senato spagnolo commissaria la Comunità Autonoma con l'applicazione dell'art.155 della Costituzione. In conseguenza, il 27 ottobre 2017 il Parlamento catalano viene sciolto, il presidente Carles Puigdemont destituito insieme a tutto il suo Governo, i suoi poteri trasferiti alla vice-premier Soraya Sáenz de Santamaría e nuove elezioni regionali indette per il 21 dicembre 2017.

#### La sfiducia

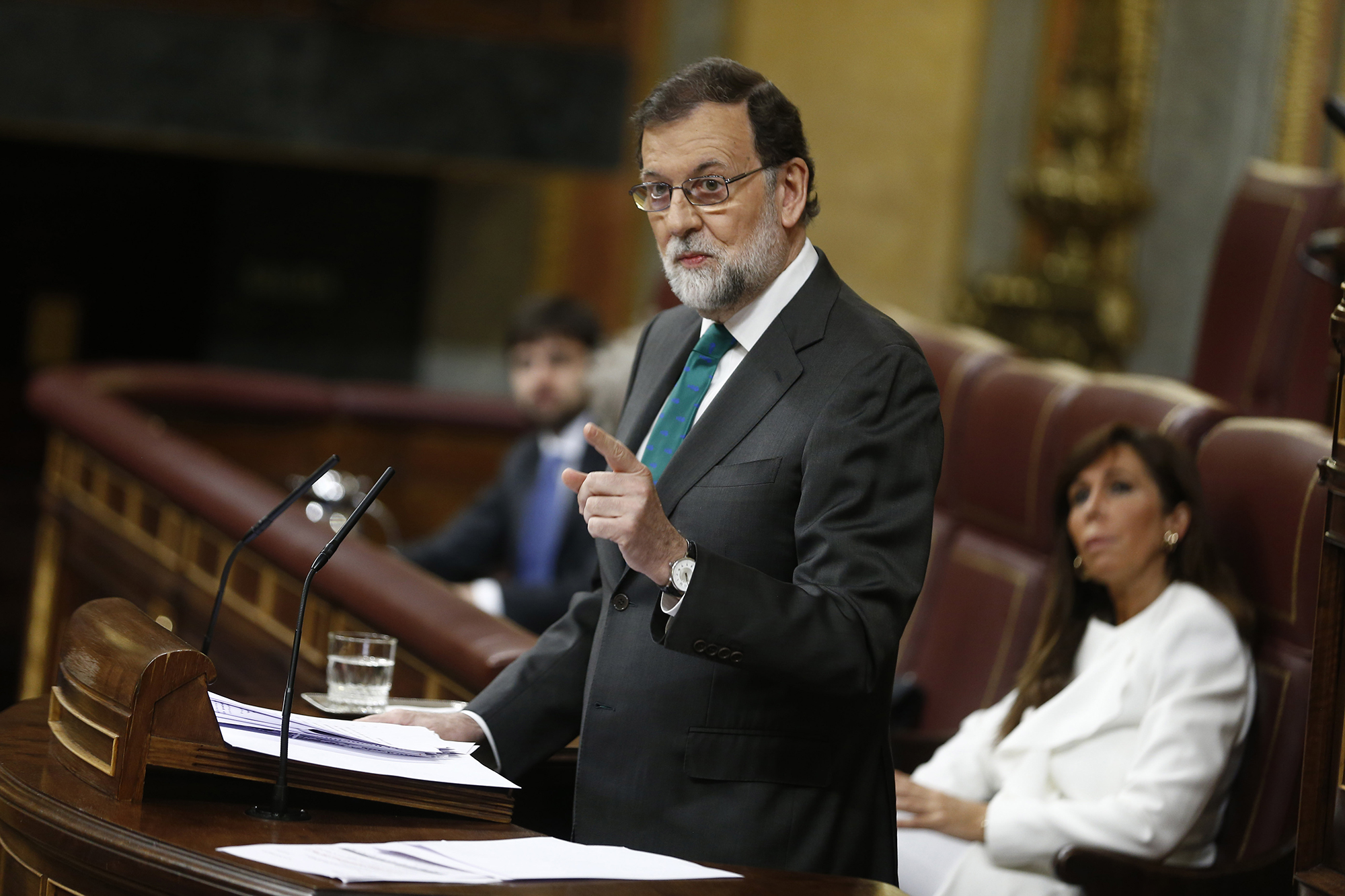
Mariano Rajoy durante la mozione di sfiducia al suo governo

Una mozione di sfiducia costruttiva nei suoi confronti viene presentata nel maggio 2018 dal leader del Partito socialista, Pedro Sánchez, dopo la sentenza del cosiddetto caso Gürtel, uno scandalo di corruzione e fondi neri che ha coinvolto alcuni esponenti di primo piano del Partito popolare. Ai socialisti si sono aggiunti Podemos e IU, i separatisti catalani di PDecat e ERC, il basco EAJ/PNV e altri partiti regionali minori.
Il 1º giugno la mozione di sfiducia viene approvata con 180 voti a favore, 169 contrari e un astenuto. Lascia la guida del governo il 2 giugno, giorno in cui il nuovo premier Sánchez giura innanzi al re.
Il 5 giugno successivo annuncia le sue dimissioni da presidente del Partito Popolare, e il 15 giugno annuncia anche quelle da deputato. Il successivo 21 luglio, Pablo Casado gli succede alla guida del partito.

## Posizioni politiche
Rajoy non ha mai dichiarato di essere favorevole al matrimonio omosessuale, introdotto dal governo Zapatero I il 30 giugno del 2005, affermando nel 2010 che, in caso di vittoria, non si sarebbe impegnato a mantenere la legge ed evitando successivamente di precisare la sua posizione, durante una campagna elettorale che si è giocata quasi esclusivamente sui temi di economia. Ha poi dichiarato che non bloccherà il progetto di legge dei socialisti sul divorzio veloce, e nemmeno la sperimentazione sulle cellule staminali embrionali.
Rajoy è un forte difensore della corrida. Ha affermato che "la tradizione è una forma d'arte profondamente radicata nella storia spagnola". Ha abrogato il divieto di trasmissione delle corride in diretta sulla televisione statale, cosicché esse sono nuovamente in onda nella fascia oraria tradizionale delle 18:00 su TVE. Come primo ministro ha impugnato le leggi di Catalogna e Baleari che limitano fortemente tale tradizione, la prima delle quali è stata cassata e la seconda, che non la vieta ma si limita a non uccidere il toro, impugnata e in attesa di giudizio.

## Vita privata
Rajoy ha sposato Elvira "Viri" Fernández Balboa il 28 dicembre 1996, nell'isola di La Toja. La coppia ha due figli. Pochi giorni dopo le sue dimissioni da deputato ha ripreso a lavorare come notaio nel registro delle proprietà di Santa Pola, vicino Alicante, e, dopo un mese lì, gli è stato concesso il trasferimento a Madrid che è divenuto effettivo alla fine di ottobre dello stesso anno.

## Accuse di corruzione
È stato convocato dai tribunali nel marzo 2021 per spiegare il "fondo B" che il PP avrebbe mantenuto per più di vent'anni. Questo sarebbe stato utilizzato per ricevere donazioni anonime da parte di imprenditori al fine di pagare "stipendi aggiuntivi" ai funzionari del partito, tra cui Mariano Rajoy.